# ꭋ
Cette page contient des caractères spéciaux ou non latins. S’ils s’affichent mal (▯, ?, etc.), consultez la page d’aide Unicode.
Le ꭋ, appelé r cursif, est une lettre additionnelle latine utilisée dans certaines transcription phonétique dont notamment la transcription phonétique d’Otto Bremer, l’alphabet dialectal suédois, la transcription Dania et la transcription phonétique de l’Atlas linguistique italien. Il a la forme d’un r dans certains styles d’écriture cursive. 

## Utilisation

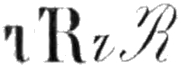
Le r cursif tel que presenté par Sundevall en 1855.

Le r cursif est utilisé dans l’alphabet phonétique de Carl Jakob Sundevall en 1855.
Johan August Lundell reprend le symbol r cursif dans l’Alphabet dialectal suédois pour y représenter une consonne fricative uvulaire sourde [χ].

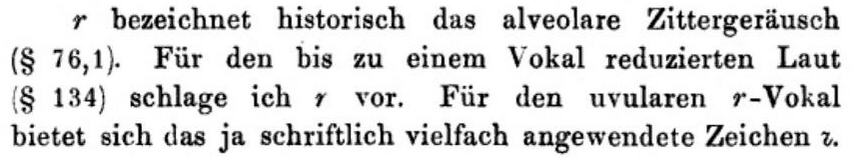
Description du r cursif dans la transcription phonétique d’Otto Bremer de 1898.

Otto Bremer, utilise aussi le r cursif dans son alphabet phonétique, pour y représenter une consonne fricative uvulaire sourde [χ]. Une forme majuscule est utilisée dans certains ouvrages de la collection « Sammlung kurzer Grammatiken deutscher Mundarten ».

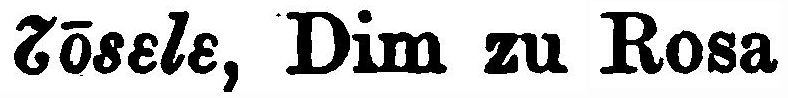
Rosele, diminutif de Rosa, transcrit ꭋōsɛlɛ (avec une majuscule initiale) dans  Heilig 1898.
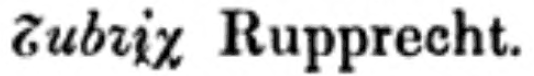
Rupprecht transcrit ꭋubꭋi̯ꭓ (avec une majuscule initiale) dans Gerbet 1908.
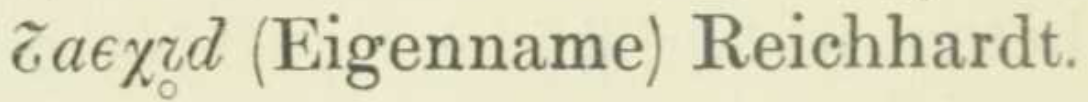
Reichhardt transcrit ꭋɑϵχꭋ̥d (avec une majuscule initiale) dans Kürsten et Bremer 1910.
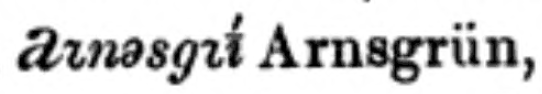
Arnsgrün transcrit aꭋnəsgꭋī́ (avec une majuscule initiale) dans Gerbet 1908.

Dans la transcription Dania d’Otto Jespersen, le r cursif représente une consonne roulée uvulaire voisée [ʀ].
Le r cursif est proposé comme symbole lors Conférence de Copenhague de 1925 de transcription et translittération, sa forme principale est un r cursif et plusieurs formes alternatives sont proposées pour les polices de caractères imprimées: la forme de la lettre cyrillique ché ‹ ч › et  la forme d’un r réfléchi ‹ r ›. La forme du r réfléchi est utilisée par certains auteurs.
Les Principles of the International Phonetic Association de 1912 et de 1949 mentionnent qu’il a été suggéré d’utilisé le r cursif (avec la forme d’un petit 2 culbuté) pour noter la consonne roulée alvéolaire voisée, normalement notée [r̥], dans l’Alphabet phonétique international,.
Le r cursif est utillisé dans l’Atlas linguistique italien pour représenter une consonne fricative alvéolodentale sourde, il y a la forme d’un petit chiffre 2 culbuté.

## Variantes et formes
| Majuscule | Minuscule | Description                                                                                          |
| --------- | --------- | --- |
|           |           | Formes basées sur les formes italiques utilisées dans la transcription de Bremer.                    |
|           |           | Forme de la minuscule similaire à un petit deux culbuté.                                             |
|           |           | Forme de la minuscule dans les tableaux Unicode.                                                     |
|           |           | Forme de la minuscule proposée lors de la Conférence de Copenhague de 1925.                          |
|           |           | Forme de la minuscule basée sur un r réfléchi, proposée lors de la Conférence de Copenhague de 1925. |
|           |           | Formes de la majuscule et de la minuscule tel que dessinées par Sundevall.                           |

## Représentations informatiques
Le r cursif peut être représenté avec les caractères Unicode (Latin étendu E) suivant :
| formes    | représentations | chaînes de caractères | points de code | descriptions                     |
| --------- | --------------- | --------------------- | -------------- | -------------------------------- |
| minuscule | ꭋ               | ꭋ                     | U+AB4B         | lettre minuscule latine r cursif |